# 女優力
『女優力』（じょゆうりょく、JOYU-RYOKU）は、2010年1月9日から3月27日まで日本テレビで放送されたドキュメント・ドラマ・バラエティ番組である。放送時間は毎週土曜日の25:20 - 25:50。ハイビジョン制作。

## 概要
- 日本テレビと新潮社の「月刊」シリーズとのコラボレーションにより放送される。
- 毎回1人の女優を取り上げる。『ショートムービー』、『女優間違い探し』の各コーナーに撮影時の女優の素に迫ったドキュメントを交え、その女優の魅力を探る。
  - 『ショートムービー』

女優が同じ衣装、同じ場所、携帯電話を用いた異なる設定の複数のキャラクターを演じ分ける。
  - 『女優間違い探し』

女優が嘘を織り交ぜながら女優研究生に対し、女優論を語る。

## 出演者
1. 星野真里
2. 中越典子
3. YOU
4. 佐藤江梨子
5. 奥菜恵
6. 岡本玲
7. MEGUMI
8. 満島ひかり
9. 黒川芽以
10. 高橋ひとみ
11. 杉本彩
12. 戸田恵梨香

### 女優研修生
- 赤城アリア
- 小松きよは
- 中島妙子
- 原愛実
- 護あさな

- 村上めぐみ
- 田中涼子
- 平塚奈菜
- 森下悠里
- 川奈栞

- 京本有加
- 園木愛
- 谷桃子
- 岡本みづき
- フォンチー

## 放送リスト
※放送日は日本テレビ
| #  | 放送日        | サブタイトル           | シチュエーション                       | メイン女優 | 研修生 |
| -- | ------------- | ---------------------- | -------------------------------------- | --- | --- |
| 1  | 2010年 1月9日 | 舞台袖の女             | 舞台袖のストーカー                     | 星野真里 | 赤木アリア、小松きよは、中島妙子 原愛実、護あさな、村上めぐみ                                                                        |
| 1  | 2010年 1月9日 | 舞台袖の女             | 舞台袖の漫才師                         | 星野真里 | 赤木アリア、小松きよは、中島妙子 原愛実、護あさな、村上めぐみ                                                                        |
| 1  | 2010年 1月9日 | 舞台袖の女             | 舞台袖の歌手                           | 星野真里 | 赤木アリア、小松きよは、中島妙子 原愛実、護あさな、村上めぐみ                                                                        |
| 2  | 1月16日       | 赤いドレスの女         | 赤いドレスの愛人                       | 中越典子 | 小松きよは、田中涼子、原愛実 平塚奈菜、護あさな、森下悠里                                                                            |
| 2  | 1月16日       | 赤いドレスの女         | 赤いドレスの作家                       | 中越典子 | 小松きよは、田中涼子、原愛実 平塚奈菜、護あさな、森下悠里                                                                            |
| 2  | 1月16日       | 赤いドレスの女         | 赤いドレスのスパイ                     | 中越典子 | 小松きよは、田中涼子、原愛実 平塚奈菜、護あさな、森下悠里                                                                            |
| 3  | 1月23日       | スーツの女             | 捜査一課の女                           | YOU | 川奈栞、小松きよは、田中涼子 原愛実、平塚奈菜、護あさな                                                                              |
| 3  | 1月23日       | スーツの女             | 記憶喪失の女                           | YOU | 川奈栞、小松きよは、田中涼子 原愛実、平塚奈菜、護あさな                                                                              |
| 3  | 1月23日       | スーツの女             | ホームレスの女                         | YOU | 川奈栞、小松きよは、田中涼子 原愛実、平塚奈菜、護あさな                                                                              |
| 4  | 1月30日       | 閉じ込められた女       | ネガティブな女                         | 佐藤江梨子 | 川奈栞、京本有加、小松きよは 原愛実、平塚奈菜、護あさな                                                                              |
| 4  | 1月30日       | 閉じ込められた女       | ポジティブな女                         | 佐藤江梨子 | 川奈栞、京本有加、小松きよは 原愛実、平塚奈菜、護あさな                                                                              |
| 4  | 1月30日       | 閉じ込められた女       | アクティブな女                         | 佐藤江梨子 | 川奈栞、京本有加、小松きよは 原愛実、平塚奈菜、護あさな                                                                              |
| 4  | 1月30日       | 閉じ込められた女       | クールな女                             | 佐藤江梨子 | 川奈栞、京本有加、小松きよは 原愛実、平塚奈菜、護あさな                                                                              |
| 5  | 2月6日        | 新聞記者の女           | 新聞記者の女                           | 奥菜恵 | 川奈栞、園木愛、田中涼子 谷桃子、原愛実、護あさな                                                                                    |
| 6  | 2月13日       | トイレの女子高生       | 自殺しようとする女子高生               | 岡本玲 | 川奈栞、京本有加、園木愛 田中涼子、谷桃子、原愛実                                                                                    |
| 6  | 2月13日       | トイレの女子高生       | 先輩にメールで告白しようとする女子高生 | 岡本玲 | 川奈栞、京本有加、園木愛 田中涼子、谷桃子、原愛実                                                                                    |
| 6  | 2月13日       | トイレの女子高生       | 謎の殺人鬼に追われる女子高生           | 岡本玲 | 川奈栞、京本有加、園木愛 田中涼子、谷桃子、原愛実                                                                                    |
| 7  | 2月20日       | 白い部屋の女           | 隔離された女                           | MEGUMI | 岡本みづき、園木愛、田中涼子 谷桃子、原愛実、フォンチー                                                                              |
| 7  | 2月20日       | 白い部屋の女           | 撮影中のモデルの女                     | MEGUMI | 岡本みづき、園木愛、田中涼子 谷桃子、原愛実、フォンチー                                                                              |
| 7  | 2月20日       | 白い部屋の女           | 幼い息子に最後の電話をかける女         | MEGUMI | 岡本みづき、園木愛、田中涼子 谷桃子、原愛実、フォンチー                                                                              |
| 8  | 2月27日       | 愛のむきだし           | 愛のむきだし                           | 満島ひかり | 岡本みづき、京本有加、くぼたみか 田中涼子、護あさな、里久鳴祐果                                                                      |
| 8  | 2月27日       | 息ぐるしい             |                                        | 満島ひかり | 岡本みづき、京本有加、くぼたみか 田中涼子、護あさな、里久鳴祐果                                                                      |
| 8  | 2月27日       | MAKE THE LAST WISH     |                                        | 満島ひかり | 岡本みづき、京本有加、くぼたみか 田中涼子、護あさな、里久鳴祐果                                                                      |
| 9  | 3月6日        | オフィスの女           | ドジな女                               | 黒川芽以 | 岡本みづき、京本有加、くぼたみか 谷桃子、護あさな、里久鳴祐果                                                                        |
| 9  | 3月6日        | オフィスの女           | 復讐する女                             | 黒川芽以 | 岡本みづき、京本有加、くぼたみか 谷桃子、護あさな、里久鳴祐果                                                                        |
| 9  | 3月6日        | オフィスの女           | できる女                               | 黒川芽以 | 岡本みづき、京本有加、くぼたみか 谷桃子、護あさな、里久鳴祐果                                                                        |
| 10 | 3月13日       | 白衣の女               | 白衣の女・人情編                       | 高橋ひとみ | 岡本みづき、くぼたみか、田中涼子 原愛実、護あさな、里久鳴祐果                                                                        |
| 10 | 3月13日       | 白衣の女               | 白衣の女・殺人女医編                   | 高橋ひとみ | 岡本みづき、くぼたみか、田中涼子 原愛実、護あさな、里久鳴祐果                                                                        |
| 10 | 3月13日       | 白衣の女               | 白衣の女・惚れっぽい女医編             | 高橋ひとみ | 岡本みづき、くぼたみか、田中涼子 原愛実、護あさな、里久鳴祐果                                                                        |
| 11 | 3月20日       | 教室の女               | 予備校教師の女                         | 杉本彩 | 岡本みづき、黒沢美香、小泉麻耶 フォンチー、護あさな、里久鳴祐果                                                                      |
| 11 | 3月20日       | 教室の女               | 大学准教授の女                         | 杉本彩 | 岡本みづき、黒沢美香、小泉麻耶 フォンチー、護あさな、里久鳴祐果                                                                      |
| 11 | 3月20日       | 女優研修生SP           |                                        | | |
| 12 | 3月27日       | 女優研修生たちの卒業式 | 女優研修生たちの卒業式                 | 岡本みづき、京本有香、くぼたみか、黒沢美香 小泉麻耶、小松きよは、園木愛、田中涼子、原愛実 平塚奈菜、フォンチー、護あさな、里久鳴祐果 | 岡本みづき、京本有香、くぼたみか、黒沢美香 小泉麻耶、小松きよは、園木愛、田中涼子、原愛実 平塚奈菜、フォンチー、護あさな、里久鳴祐果 |

- 第5回は、いつものように3つの物語での演じ分けではなく、台本を用意せず、奥菜が即興で1つの物語の中で3つの人格を演じ分けた。
- 第8回は、特別編としてショートムービーの替わりに満島が出演した3作品が紹介された。
- 第11回は、「女優研修生SP」として9人の研修生が、同一の脚本で演技を競い合った。
- 第12回は、最終研修としてブレイク前の戸田恵梨香が主演する大山百合香「さよなら」のPVと映画『デスノート the Last name』を鑑賞した。

## ネット局
| 放送対象地域   | 放送局       | 放送日時                        | 放送期間                        | 備考           |
| -------------- | ------------ | ------------------------------- | ------------------------------- | -------------- |
| 関東広域圏     | 日本テレビ   | 土曜 24:50 - 25:20              | 2010年1月9日 - 3月27日          | 制作局         |
| 日本全域       | 日テレプラス | 水曜 23:30 - 24:00              | 2010年3月17日 - 6月2日          | 日本テレビ系列 |
| 香川県・岡山県 | 西日本放送   | 火曜 25:34 - 26:04              | 2010年6月1日 - 8月10日          | 日本テレビ系列 |
| 近畿広域圏     | 読売テレビ   | 2010年4月1日（木）25:08 - 27:13 | 2010年4月1日（木）25:08 - 27:13 | #1〜4のみ      |

## スタッフ
- 企画：倉本美津留
- 構成：山名宏和、小林弘利、川野将一、山田和生、井筒大輔、松丸進
- 監督：天願大介
- ディレクター：辻章悟、上田大輔、菅井秀一、山岡信貴
- チーフプロデューサー：竹内尊実
- プロデューサー：斎藤政憲、堅田真人、濱田一英、櫻井雄一
- 編成：大山恭平、鯉渕友康
- 宣伝：友定紘子
- デスク：山本恭代
- AP：藤山高浩
- AD：近藤朝恵、椿本慶次郎
- 撮影：藤本裕武、長谷川哲也
- VE : 口羽宏宗
- 音声：大塚祐治
- 照明：古谷美明
- 美術：本田邦宏
- 美術進行：小山千香子
- ホームページ：森永宏二、上内章由、世良亮
- 音楽担当：酒巻美緒
- 協力：宮本和英、櫻井浩二
- 女優力製作委員会：原田由佳、小野利恵子、柴田大輔、小林将高、宮本継一、佐野昇平、渡辺英樹、石川めぐみ
- 制作協力：アンフィックス・エンターテイメント、ソケット
- 企画制作：日本テレビ
- 製作著作：女優力製作委員会（D.N.ドリームパートナーズ、イーネット・フロンティア、アンフィックス・エンターテイメント、楽天オークション、ソケット）

## DVD
発売元：月刊アクトレス・プロジェクト、イーネット・フロンティア
- 「女優力 星野真里」（2010年4月28日、監督：天願大介、企画・構成・演出：倉本美津留）

備考：番組の未放送部分やメイキング映像を追加。
- 「女優力 中越典子」（2010年5月21日、監督・企画・構成・演出：倉本美津留）
- 「女優力 YOU」（2010年5月21日、監督・企画・構成・演出：倉本美津留）
- 「女優力 佐藤江梨子」（2010年5月21日、監督・企画・構成・演出：倉本美津留）
- 「女優力 MEGUMI」（2010年6月24日）
- 「女優力 黒川芽以」（2010年6月24日）
- 「女優力 高橋ひとみ/杉本彩」（2010年6月24日）
- 「月刊 岡本玲 from 女優力」（2010年6月25日、企画・構成・演出・監督：倉本美津留、ショートムービー監督：武正晴）

収録内容：『女優力・トイレの女子高生』（本編+未放送シーン）、DVDオリジナルショートムービー『6つの涙』（悲しい涙・怒りの涙・嬉し涙・悔し涙・安堵の涙・万感の涙）、倉本美津留とのロングインタビュー、メイキング映像。
- 「女優力 奥菜恵」（2010年7月28日、監督：天願大介、企画・構成・演出：倉本美津留）

## 備考
- 製作委員会の一員であるD.N.ドリームパートナーズに関連して、劇中の小道具に発売前のスマートフォン「Xperia」が登場した。